# Geoffrey Potocki de Montalk

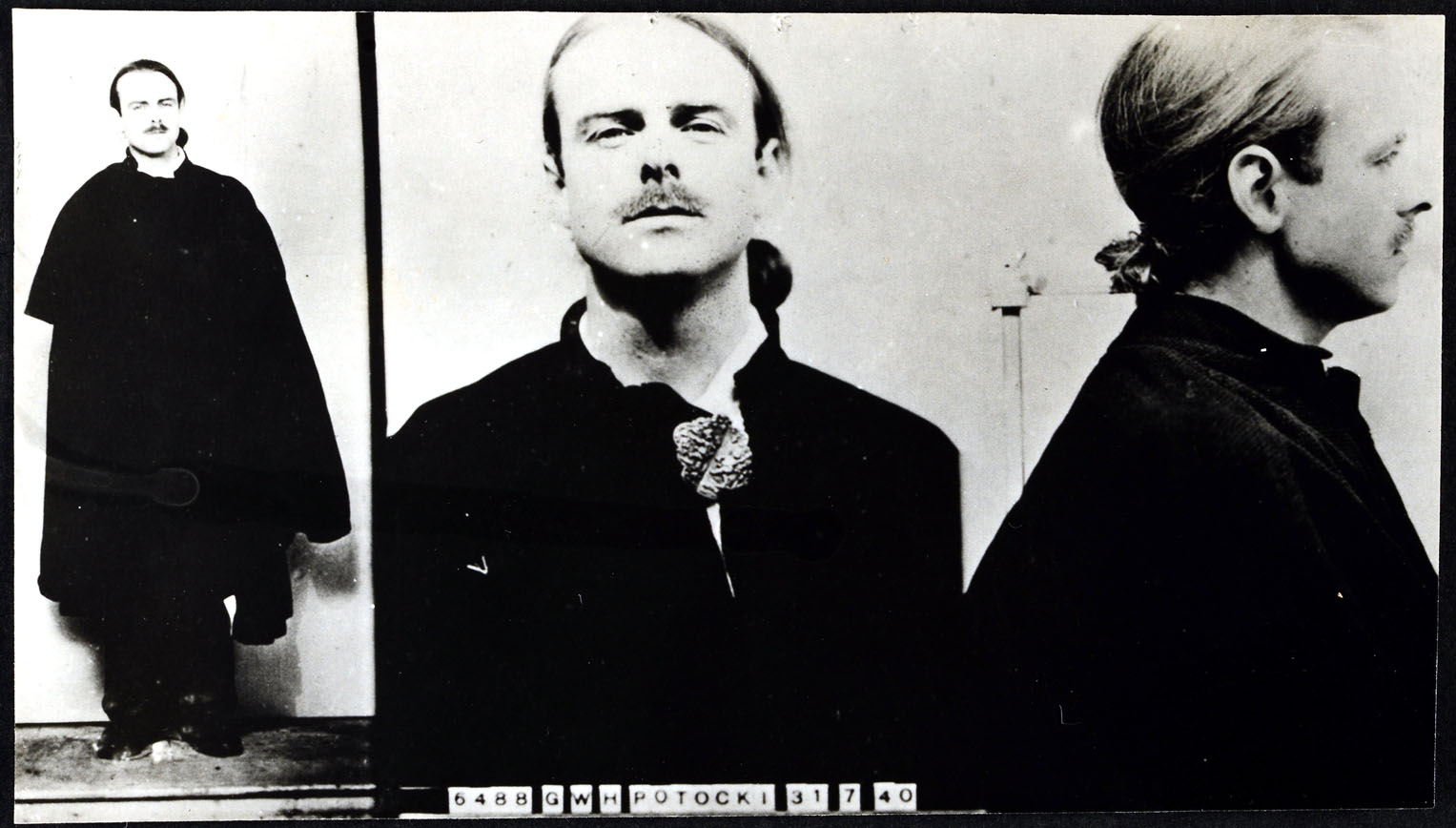
Policyjne zdjęcie Geoffreya Potockiego de Montalk

Geoffrey Władysław Vaile hrabia Potocki de Montalk, znany też jako Geoffrey Wladislas Vaile Potocki of Montalk (ur. 1903 w Nowej Zelandii, zm. 1997 w Brignoles, Francja) – poeta, tłumacz dzieł literatury polskiej na język angielski, samozwańczy król Polski jako Władysław V.

## Genealogia
Jego pradziadem był powstaniec listopadowy hrabia Józef Franciszek Jan Potocki, który został zmuszony do emigracji do Francji. Dziadkiem Potockiego był nauczyciel języków Joseph Wladislas Edmund Potocki de Montalk, który na skutek wymogu rodziny Potockich wyjechał do Nowej Zelandii w 1869. Jego rodzicami byli architekt Robert Wladislas Potocki de Montalk – pionier budownictwa betonowego w Nowej Zelandii i malarka amatorka Maud Vaile. Miał młodszego brata Cedrica i siostrę Dulce. Jego rzeczywiste uprawnienia do używania tytułu hrabiowskiego są przez niektórych podawane w wątpliwość.

## Życiorys
Pierwsze lata dzieciństwa spędził w rezydencji parkowej Vllombrosa wybudowanej przez jego ojca w Remuerze. W 1908 zmarła jego matka w związku z komplikacjami po porodzie Dulce.
Był pierwszą osobą piszącą na Zachodzie o zbrodni katyńskiej. Należał do najwybitniejszych przedstawicieli nowozelandzkiej „Młodej fali” poetów. Był znany ze swoich skrajnie prawicowych poglądów, a żyjąc w czasie wielkich, rewolucyjnych zmian deklarował głęboką pogardę i sprzeciw który budził w nim „praktycznie każdy kierunek intelektualny, jaki święci triumfy we współczesnym świecie”.
W 1927 spotkał się w Nowej Zelandii z Ignacym Paderewskim. Gdy tylko dowiedział się, że sławny rodak zawita w jego strony, wysłał list z propozycją spotkania. Podpisał się jako: Geoffrey Potocki de Montalk, prawnuk księcia Poniatowskiego, powstańca listopadowego. Paderewski przyjął zaproszenie i spotkał się z Potockim na obiedzie.
W tym samym roku wyemigrował do Londynu, gdzie parał się pracą pisarza (bez większych sukcesów) i tłumacza (przetłumaczył na język angielski m.in. Dziady Mickiewicza). W 1928 został skazany za próbę publikacji obscenicznych treści (m.in. wiersza „Here lies John Penis”) na kilka miesięcy więzienia. Podczas procesu jego obrońcą był Leonard Woolf, mąż Virginii Woolf, za pisarzem wstawiło się wielu znakomitych angielskich pisarzy (m.in. Aldous Huxley i George Orwell). Pobyt w areszcie Wormwood Scrubs owocuje powstaniem broszury „O snobizmie i przemocy. Poeta w więzieniu”, przyjęta dobrze przez prasę i lokalnych literatów. Niektóre źródła podają, że to właśnie podczas pobytu w więzieniu hrabia Potocki zmienił się, a jego ekstrawaganckie zachowania przybrały na sile i częstości występowania. Po wyjściu z więzienia Potocki z większą niż dotychczas mocą i pasją zajął się polityką i prawem, nabierając przekonania, że państwo angielskie opanowane jest przez znienawidzoną przez niego lewicę. Po wyjściu z więzienia dało się też zauważyć coraz mocniejsze podkreślanie przez Potockiego swojej polskości.
Zawiedziony demokratyczno-lewicowymi rządami w Wielkiej Brytanii zaczął coraz mocniej akcentować w swojej twórczości „pogardę dla wszystkiego co lewicowe i angielskie”. Po kilkumiesięcznym pobycie w Polsce ogłosił się pretendentem do polskiego tronu, aby później przybrać imię i tytuły: Jego Majestat Władysław V, z Łaski Bożej Król Polski, Węgier i Czech, Wielki Książę Litwy, Śląska i Ukrainy, Hospodar Mołdawii, etc., etc., etc., Wysoki Kapłan Słońca. Zapuścił włosy, które z czasem sięgnęły pasa, nosił długie, stylizowane na średniowieczne ozdobne szaty. Na drzwiach swojego mieszkania umieścił napis „Konsulat Królestwa Polski i Wielkiego Księstwa Litewskiego”.
W 1936, po wybuchu hiszpańskiej wojny domowej własnymi środkami wydał antykomunistyczne, antyżydowskie, antydemokratyczne i rojalistyczne pismo „Right Review”, w którym, w 1940 umieścił swoją „mowę tronową”. Postulował w niej m.in. liberalizm prywatnej moralności obywateli (pod warunkiem, że nie godzi to w osoby trzecie i ich prawa). Jego radykalnie antyżydowskie poglądy sprawiły, że współpracę z nim próbowała nawiązać Brytyjska Unia Faszystów Oswalda Mosleya. Potocki, ze względu na lewicowe konotacje faszystów ofertę współpracy odrzucił.
W 1943, w trzy tygodnie po wystąpieniu Goebbelsa, w którym ujawnił on sprawę mordu polskich oficerów w Katyniu, Potocki wydał Katyn Manifesto, przez bardzo długi czas jedyny angielskojęzyczny dokument głoszący prawdę o zbrodniczych poczynaniach sojusznika Brytanii.
Publikacja Manifestu stała się przyczyną zmasowanego ataku brytyjskich lewicowych, ale też i prawicowych polityków, rządu i prasy na Potockiego. Nazywany był przez nich „hrabiofaszystą”, oskarżany o „zakłócanie stosunków między aliantami” (autora tych słów, deputowanego Izby Gmin Potocki nazwał „lizusem na usługach Sowietów”). Tekst przez część prasy brytyjskiej nazywany był „plugawą trucizną”. Daily Express na temat Katyn Manifesto: mamy tu do czynienia z wersją historyjki o strasznych bolszewikach rodem z przedszkola albo z zakładu dla umysłowo chorych.
Po publikacji trafił do Northumberland, do obozu pracy, który nazwał „brytyjsko-sowiecką republiką karną”. Podobny los spotkał innych publicystów głoszących prawdę o sojuszniku wojennym Anglii, choćby - Rona Jeffery, który trafił do obozu z tych samych powodów, co Władysław V. W 1949 opuścił znienawidzoną przez siebie Anglię, i osiedlił się na południu Francji, gdzie publikował wiersze i teksty polityczne. Za niewielkie pieniądze wykupił podupadłą posiadłość na prowincji, którą niespiesznie własnoręcznie remontował.
W 1970 wygrał proces z Polską Fundacją Kulturalną, która wydała „Dziady” w tłumaczeniu Potockiego, wprowadzając do tekstu około 130 nieskonsultowanych z tłumaczem zmian. W ramach odszkodowania Potocki zażądał zwrotu nie sprzedanych egzemplarzy. Około 100 z nich sprzedał potem sam, wcześniej własnoręcznie korygując nieuzasadnione w jego opinii zmiany w tłumaczeniu.
W 2001 Stephanie de Montalk, kuzynka Potockiego, przypomniała o zapomnianym już Władysławie V w biografii „Unquiet World: The Life of Count Geoffrey Potocki de Montalk”, wydanej przez Uniwersytet Wiktorii w Wellingtonie.